# فرانك سكوت
فرانك سكوت (بالإنجليزية: Frank Scott)‏ (1 يناير 1876 في المملكة المتحدة - 3 يوليو 1937 بلنكولن في المملكة المتحدة) هو لاعب كرة قدم بريطاني (وحمل سابقاً جنسية المملكة المتحدة لبريطانيا العظمى وأيرلندا) في مركز مهاجم داخلي. لعب مع برايتون أند هوف ألبيون ونادي غيلينغهام ولينكولن سيتي أف سي.